# Тодор Стоянов (революционер)
Вижте пояснителната страница за други личности с името Тодор Стоянов.
Тодор (Ташо) Стоянов е български революционер.

## Биография
Роден е в 1884 година в софийското село Новоселци, днес град Елин Пелин. При избухването на Балканската война в 1912 година е войвода на партизанска чета на Македоно-одринското опълчение, която действа в Тиквеш.
По-късно служи в Първа и нестроевата рота на 14 воденска дружина и в Сборната партизанска рота. Умира от холера.
| Чета на МОО с командир Тодор Стоянов | Чета на МОО с командир Тодор Стоянов | Чета на МОО с командир Тодор Стоянов | Чета на МОО с командир Тодор Стоянов | Чета на МОО с командир Тодор Стоянов | Чета на МОО с командир Тодор Стоянов |
| Номер                                | Име                                  | Години                               | Околия                               | Селище                               | Бележки                              |
| ------------------------------------ | ------------------------------------ | ------------------------------------ | ------------------------------------ | ------------------------------------ | ------------------------------------ |
|                                      | Васил Аличев                         |                                      | Валовищко                            | Долни Порой                          |                                      |
|                                      | Георги Илиев                         |                                      | Валовищко                            | Долни Порой                          |                                      |
|                                      | Стойко Ташев                         |                                      | Валовищко                            | Липош                                |                                      |
|                                      | Стоян Манчев                         |                                      | Валовищко                            | Липош                                |                                      |
|                                      | Христо Ангелов                       |                                      | Валовищко                            | Шугово                               |                                      |

Загива на фронта край Неготино на 29 юни 1913 година.